# Sandro Cohen
Sandro Cohen (Newark, Nova Jersey, 27 de setembre de 1953 - Ciutat de Mèxic, 5 de novembre de 2020) va ser un escriptor, poeta, assagista, editor, traductor, crític, professor universitari i esportista estatunidenc, nacionalitzat mexicà.
Naturalitzat mexicà en novembre de 1982, país al qual arribà per primera vegada el 1973, esportista aficionat al ciclisme i a les curses, tema recurrent en algunes de les seves obres, va estudiar el mestratge en Llengua i literatura hispànica a la Universitat Rutgers i va obtenir el doctorat a la Universitat Nacional Autònoma de Mèxic. Cohen va ser acadèmic fundador del planter Azcapotzalco de la Universitat Autònoma Metropolitana (UAM) des de 1980. Autor de "Redacción sin dolor" (1994), un text amb més de 150.000 exemplars venuts després de diverses edicions, coordinà tallers de poesia a l'Institut Nacional de Belles Arts i Literatura, així com a la Universitat Autònoma Benito Juárez d'Oaxaca i a la Universitat Autònoma Metropolitana (UAM) amb seu a Azcapotzalco, on va exercir com a professor de temps complet al Departament d'Humanitats.
A més de publicar diversos manuals acadèmics, va signar una desena de llibres de poesia i contes, com Corredor Nocturno (1993) i Ahora que lo pienso (2008). La seva poesia va ser inclosa en diversos treballs antològics com a Asamblea de poetas jovenes de México, de Gabriel Zaid, (1980) i Los poetas van al cine, compilació d'Ángel Miquel (1997). Altres obres de poesia que va escriure foren "De noble origen desdichado" (1979), "A pesar del imperio" (1980), "Tan fácil de amar" (2008). Com a assagista, va col·laborar en revistes literàries i suplements culturals de diversos periòdics. Fou cofundador de la revista Sin Embargo, codirector de Vaso Comunicante i col·laborador de mitjans como Proceso, Casa del tiempo, Revista de la Universidad de México, El Universal, La Jornada, Milenio, Unomásuno, El Nacional o Excélsior entre d'altres. També és autor de les novel·les Lejos del paraíso (1997) i Los hermanos Pastor en la corte de Moctezuma (2004). Una de les seves obres més recents, Zen del ciclista urbano (2014) oferia reflexions sobre mobilitat i ciclisme urbà des de Ciutat de Mèxic, on residia des de 1979. Cohen va formar part de la Generació dels cinquanta al costat de Vicente Quirarte, Héctor Carreto, Víctor Manuel Mendiola, Ricardo Castillo, Alberto Blanco i Jorge Esquinca, entre altres escriptors, i com a editor va donar suport a la Generació del Crack el 1996.
Hospitalitzat des de l'octubre del 2020, va morir el 5 de novembre a causa de complicacions de la covid-19.